# Ipotesi Alvarez

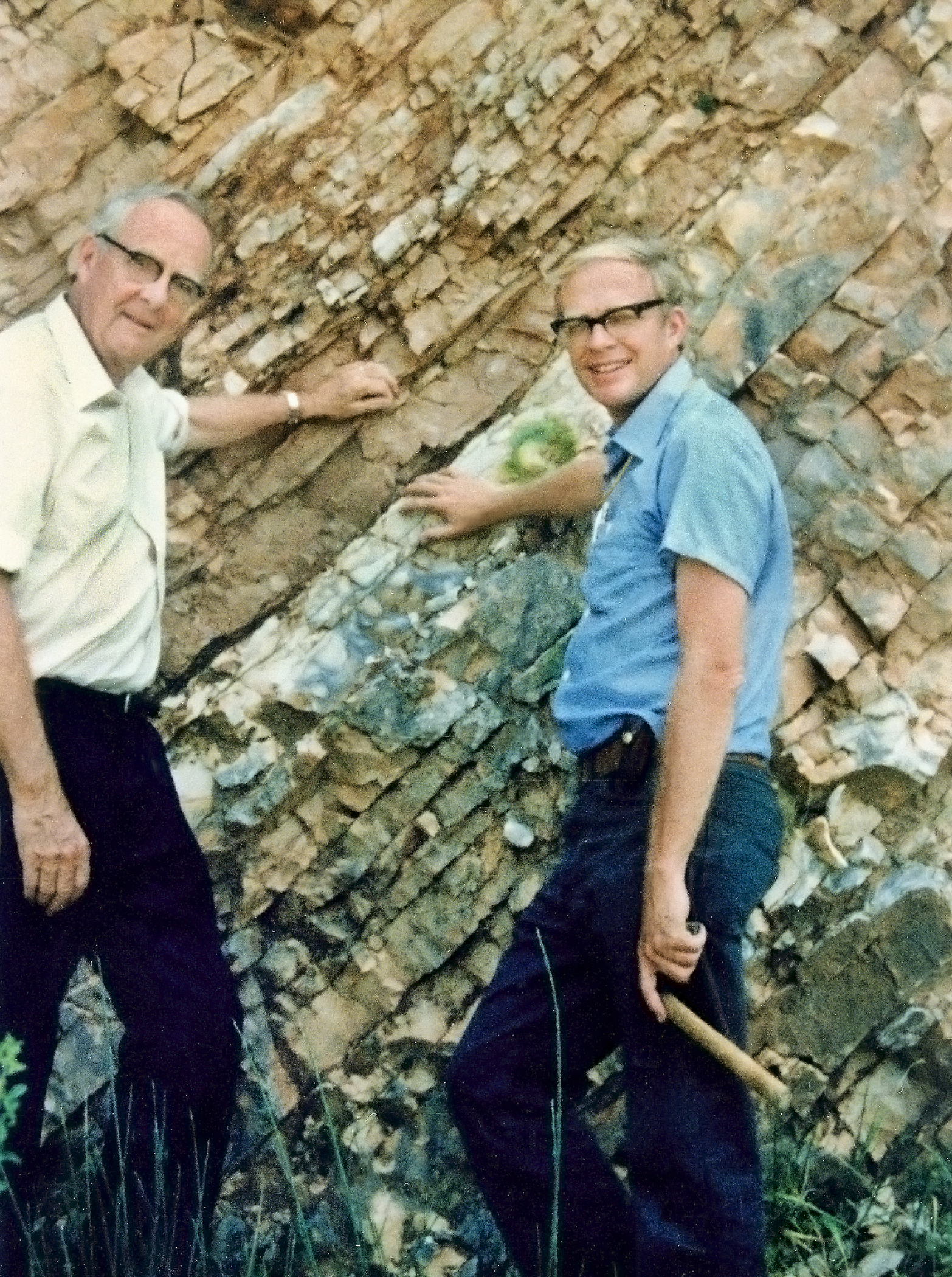
Luis, a sinistra e suo figlio Walter Alvarez, a destra, al Limite K-Pg di Gubbio, Italia, 1981

L'ipotesi Alvarez ipotizza che l'estinzione di massa dei dinosauri e di molti altri esseri viventi durante l'evento di estinzione Cretaceo-Paleogene sia stata causata dall'impatto di un grande asteroide sulla Terra. Prima del 2013, questo fatto era comunemente ritenuto accaduto circa 65 milioni di anni fa, ma Paul Renne del Berkeley Geochronology Center nel 2013 ha fornito un valore aggiornato di 66 milioni di anni. Le prove indicano che l'asteroide cadde nella penisola dello Yucatán, a Chicxulub, in Messico. L'ipotesi prende il nome dal team di scienziati padre e figlio Luis e Walter Alvarez, che la suggerirono per la prima volta nel 1980. Poco dopo, indipendentemente, lo stesso fu suggerito dal paleontologo olandese Jan Smit.
Nel marzo 2010, un gruppo internazionale di scienziati ha approvato l'ipotesi dell'asteroide, in particolare l'impatto di Chicxulub, come causa dell'estinzione. Un team di 41 scienziati ha esaminato 20 anni di letteratura scientifica e così facendo ha escluso anche altre teorie come un periodo di massiccia attività vulcanica.
Un progetto di perforazione del 2016 nel peak ring (in italiano si potrebbe tradurre come anello di picchi) del cratere ha fortemente sostenuto l'ipotesi e ha confermato varie questioni che fino a quel momento non erano chiare. Queste includevano il fatto che il peak ring contenesse granito (una roccia che si trova in profondità nella Terra), piuttosto che la tipica roccia del fondale marino, il quale era stato colpito dall'impatto, fuso ed espulso in superficie in pochi minuti e prove del successivo colossale movimento dell'acqua presente nei depositi di sabbia. Fondamentalmente i campioni hanno anche mostrato una quasi totale assenza di gesso, una roccia contenente solfato, che sarebbe vaporizzato e disperso come aerosol nell'atmosfera, confermando la presenza di un probabile legame tra l'impatto e gli effetti globali a lungo termine sul clima e sulla catena alimentare.

## Storia
Nel 1980, un gruppo di ricercatori guidati dal fisico vincitore del premio Nobel Luis Alvarez, suo figlio, il geologo Walter Alvarez e i chimici Frank Asaro e Helen Vaughn Michel scoprirono che strati sedimentari trovati in tutto il mondo al confine Cretacico-Paleogene (Il limite K-Pg, precedentemente chiamato confine Cretaceo-Terziario o limite K-T) contengono una concentrazione di iridio centinaia di volte maggiore del normale. L'iridio è estremamente raro nella crosta terrestre perché è molto denso ed ha l'affinità con il ferro che caratterizza gli elementi siderofili (vedi classificazione Goldschmidt), quindi la maggior parte affondò nel nucleo terrestre nelle prime fasi di formazione della Terra. Il team di Alvarez ha suggerito che un asteroide avesse colpito la Terra al tempo della formazione del confine Cretacico-Paleogene.
In precedenza, in una pubblicazione del 1953, i geologi Allan O. Kelly e Frank Dachille, avevano analizzato prove geologiche globali suggerendo che uno o più asteroidi giganti avessero colpito la Terra, causando uno spostamento angolare del suo asse, inondazioni globali, incendi, occlusione atmosferica e l'estinzione dei dinosauri. Precedentemente erano state avanzate altre speculazioni sulla possibilità di un evento di impatto, ma senza prove concrete di conferma.

## Prove
L'ipotesi Alvarez è supportata dai dati delle composizioni chimiche dei meteoriti condritici e degli asteroidi, i quali contengono una concentrazione di iridio molto più elevata rispetto alla crosta terrestre. Il rapporto isotopico dell'iridio nei meteoriti è simile a quello presente nel limite K-Pg, ma significativamente diverso da quello riscontrato nel resto della crosta terrestre. Le anomalie isotopiche del cromo, riscontrate nei sedimenti del limite K-Pg, sono simili a quelle di un asteroide o di una cometa composta da condriti carbonacee. Granuli di shocked quartz, sferule di vetro e tektiti, indicativi di un evento d'impatto, sono comuni nel limite K-Pg, specialmente nei depositi caraibici. Tutti questi componenti sono incorporati in uno strato di argilla, che il team di Alvarez ha interpretato come i detriti sparsi in tutto il mondo dall'impatto. La posizione dell'impatto era sconosciuta quando il team di Alvarez ha sviluppato la sua ipotesi, ma in seguito gli scienziati hanno scoperto il cratere Chicxulub nella penisola dello Yucatán, ora considerato il probabile sito di impatto.

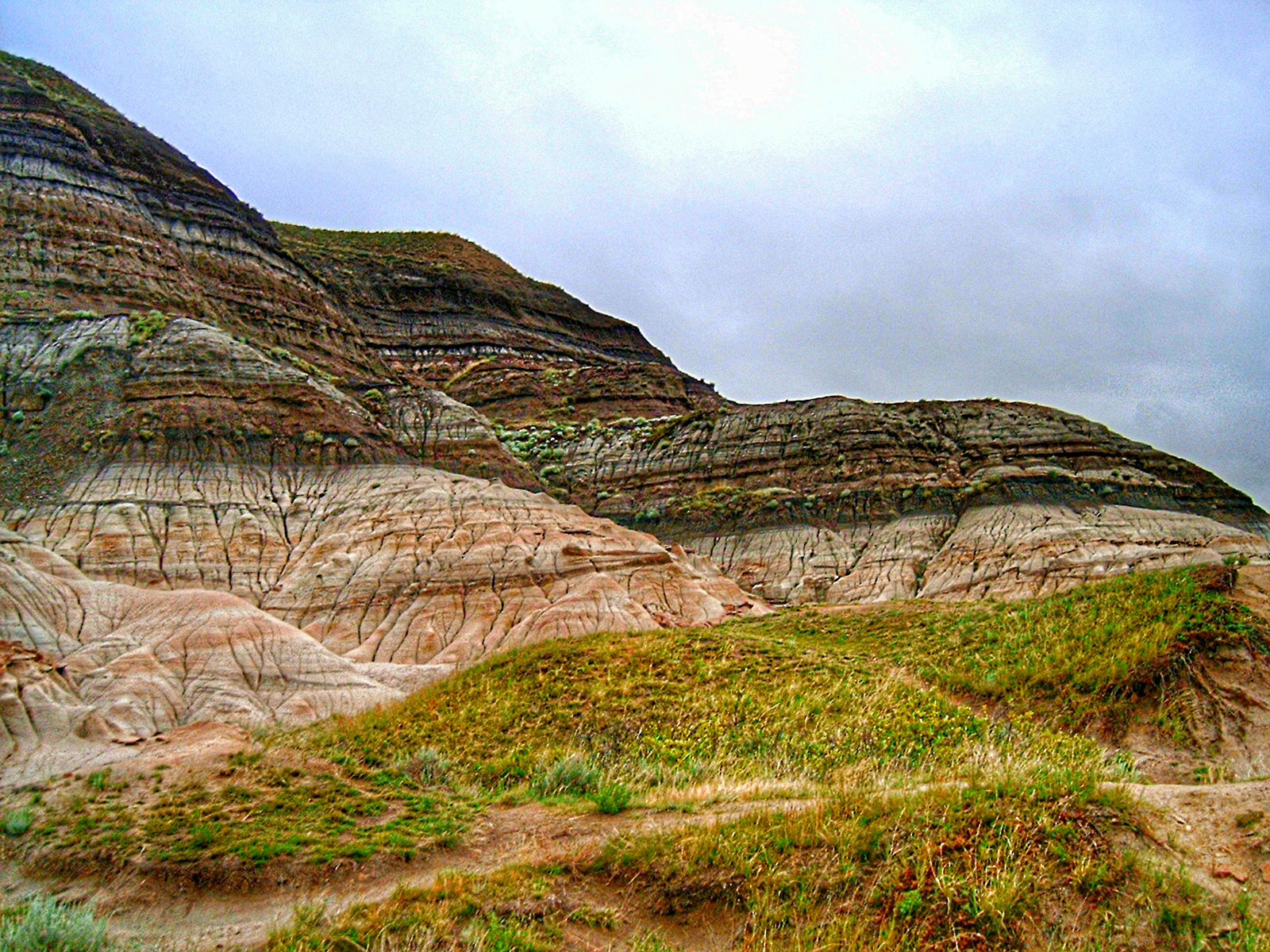
Calanchi vicino a Drumheller, Alberta, dove l'erosione ha esposto il confine K-Pg.

Utilizzando le stime della quantità totale di iridio nello strato K-Pg e ipotizzando che l'asteroide contenesse la normale percentuale di iridio trovata nelle condriti, il team di Alvarez ha continuato a calcolare la dimensione dell'asteroide. La risposta è stata di circa 10 chilometri di diametro, circa le dimensioni di Manhattan. Un impatto così grande avrebbe avuto all'incirca l'energia di 100 milioni di megatoni, cioè circa 2 milioni di volte più grande della più potente bomba termonucleare mai testata.
Paul Renne ha riferito che l'evento è avvenuto 66.038.000 ± 11.000 anni fa, in base alla datazione Ar-Ar. Quest'ultimo suppone inoltre che l'estinzione di massa dei dinosauri avvenne entro 33.000 anni da questa data.
Nell'aprile 2019 è stato pubblicato un documento nel PNAS che descrive prove da un sito paleontologico nel Nord Dakota (Tanis), il quale fornisce, secondo gli autori, una "istantanea postimpatto" degli eventi avvenuti successivamente alla collisione, "tra cui l'accumulo di ejecta e la morte di massa faunistica". Il team ha scoperto tektiti disseminate dall'impatto nell'ambra trovata sul sito e incorporate nelle branchie di circa il 50% dei pesci fossili. Sono stati anche in grado di trovare tracce di iridio. Gli autori, tra cui Walter Alvarez, postulano che lo shock dell'impatto, equivalente a un terremoto di magnitudo 10 o 11, potrebbe aver portato a onde di sessa, che avrebbero raggiunto il sito in North Dakota a pochi minuti o a ore dall'impatto. Ciò avrebbe portato alla rapida sepoltura degli organismi sotto uno spesso strato di sedimenti. Il coautore David Burnham dell'Università del Kansas ha dichiarato: “Non sono schiacciati, è come una valanga che collassa quasi come un liquido, poi si trasforma in cemento. Sono stati uccisi improvvisamente a causa della violenza di quell'acqua. Abbiamo un pesce che ha colpito un albero ed è stato spezzato a metà."

## Urto
La conseguenza più facilmente osservabile di un tale impatto sarebbe una vasta nuvola di polvere che bloccherebbe la luce solare e impedirebbe la fotosintesi per alcuni anni, un evento chiamato impact winter. Ciò spiegherebbe l'estinzione di piante e fitoplancton e di tutti gli organismi da essi dipendenti (compresi gli animali predatori e gli erbivori). Ma le piccole creature le cui catene alimentari erano basate sul detrito avrebbero avuto una ragionevole possibilità di sopravvivenza. Si stima che aerosol di acido solforico siano stati iniettati nella stratosfera portando a una riduzione del 10-20% della trasmissione solare normale per quel periodo. Ci sarebbero voluti almeno dieci anni perché quegli aerosol si dissipassero.
Tempeste di fuoco globali potrebbero essersi manifestate come risultato di frammenti incendiari dell'esplosione ricaduti sulla Terra. Le analisi di inclusioni fluide in antica ambra suggeriscono che la quantità di ossigeno contenuto nell'atmosfera fosse molto alta (30-35%) durante il tardo Cretacico. Questo alto livello di O2 avrebbe sostenuto un'intensa combustione. Il livello di O2 atmosferico è precipitato nei primi periodi del Paleogene. Al propagarsi di incendi diffusi, sarebbe aumentato il contenuto di CO2 nell'atmosfera e si sarebbe verificato un effetto serra temporaneo fino a che la nuvola di polvere si fosse stabilizzata; questo avrebbe sterminato i sopravvissuti più vulnerabili del "lungo inverno".
L'impatto potrebbe anche aver prodotto piogge acide, a seconda del tipo di roccia colpita dall'asteroide. Tuttavia, ricerche recenti suggeriscono che questo effetto sia stato relativamente minore.
Le ipotesi di impatto possono solo spiegare estinzioni molto rapide, poiché le nuvole di polvere e i possibili aerosol solforici si allontanerebbero dall'atmosfera in un tempo abbastanza breve, probabilmente meno di dieci anni.
Sebbene ulteriori studi sullo strato K-Pg mostrino costantemente l'eccesso di iridio, l'idea che i dinosauri siano stati sterminati da un asteroide è rimasta oggetto di controversie tra geologi e paleontologi per oltre un decennio.

## Critica
Tra gli altri, Charles B. Officer e Gerta Keller hanno criticato la teoria.
Officer e Jake Page affermano, nel loro The Great Dinosaur Extinction Controversy:
- Una nuvola di polvere provocata da un impatto con un asteroide è da escludere perché molte piante marine che richiedono luce solare ininterrotta non furono interessate da questo fenomeno
- I depositi di iridio sembrano essere opera dei vulcani
- Le estinzioni si sono verificate gradualmente, non istantaneamente. "Anche se si fosse verificato un impatto meteorico durante la formazione del limite K-Pg, semplicemente non poteva spiegare l'estinzione"
- La struttura Chicxulub è una sequenza vulcanica della tarda età cretacica; non è una struttura da impatto dell'età cretacica-terziaria
- Gli articoli che contestano l'ipotesi di Alvarez sono stati sommariamente respinti dalle riviste senza revisione

Keller si è concentrata sul vulcanismo di Trappi del Deccan come probabile causa di un'estinzione più graduale.

## Progetto di perforazione del cratere Chicxulub
Nel 2016, un progetto scientifico di perforazione ha realizzato un carotaggio in profondità del peak ring del cratere Chicxulub. Le scoperte sono state ampiamente viste come una conferma delle attuali teorie relative all'impatto e ai suoi effetti. Queste scoperte confermano che la roccia che compone il peak ring è stata sottoposta a immense pressioni e forze ed è stata fusa da un calore immenso e sottoposta a un'immensa pressione in pochi minuti; anche il fatto che il peak ring sia costituito da granito è significativo, poiché il granito non è una roccia che si trova nei depositi del fondo marino, ha origine molto più in profondità nella Terra ed è stato espulso in superficie dalle immense pressioni dell'impatto; il gesso, una roccia contenente solfato che di solito è presente nei fondali poco profondi della regione, è stato quasi completamente rimosso e quindi deve essere stato quasi completamente vaporizzato dall'impatto, entrando nell'atmosfera; l'evento è stato immediatamente seguito da un enorme megatsunami (un massiccio movimento delle acque marine) sufficiente a deporre il più grande strato di sabbia noto, ordinato per dimensione dei grani, direttamente sopra il peak ring.
Questi fatti supportano fortemente l'ipotesi che il corpo impattante fosse abbastanza grande da creare un peak ring di 190 chilometri, fondere, colpire ed espellere il granito basale presente nella crosta terrestre a media profondità, creare movimenti d'acqua colossali ed espellere un'immensa quantità di roccia e solfati vaporizzati nell'atmosfera, dove sarebbero persistiti a lungo. Questa dispersione globale di polvere e solfati avrebbe portato a un effetto improvviso e catastrofico sul clima in tutto il mondo, a forti cali di temperatura e devastato la catena alimentare.